# Jordbävningen i Sichuan 2008
Jordbävningen i Sichuan 2008 inträffade klockan 14.28.04 lokal tid (06.28.04 GMT)  den 12 maj 2008 med sitt epicentrum i Wenchuan, 90 km från mångmiljonstaden och provinshuvudstaden Chengdu i Sichuanprovinsen, Kina. Den mätte en momentmagnitud på 7,5 enligt det amerikanska geologiska institutet United States Geological Survey. Den officiella dödsiffran låg den 29 maj på 68 516.
Jordskalvet var kännbart så långt borta som Hanoi, Peking och Shanghai, där höghus svajade på grund av skalvet.
Skalvet var det dödligaste som drabbat Kina sedan jordbävningen i Tangshan 1976, då cirka 240 000 människor omkom. I jordbävningsområdet befann sig också svenska turister men det är inte känt om någon skadats/dödats.
Jordbävningen skedde i Longmen Shan-förkastningen, som uppstått då denna del av den eurasiska kontinentalplattan står under press mellan den kolliderande indiska plattan och den betydligt styvare Yangtzeplattan.